# 韦尔内莱班
韦尔内莱班（法語：Vernet-les-Bains，法語發音：[vɛʁnɛ le bɛ̃] ⓘ）是法国东比利牛斯省的一个市镇，位于该省中部，属于普拉德区。

## 地理
韦尔内莱班（42°32'56"N, 2°23'16"E）面积16.76 平方千米，位于法国奧克西塔尼大區东比利牛斯省，该省份为法国大陆部分最南部的省份，涵盖了北加泰罗尼亚，北起奥德省，西接阿列日省和安道尔，南与西班牙接壤，东临地中海。
与韦尔内莱班接壤的市镇（或旧市镇、城区）包括：科尔内亚德孔夫朗、菲约尔斯、托里尼亚、卡斯泰伊、萨奥尔、菲亚。
韦尔内莱班的时区为UTC+01:00、UTC+02:00（夏令时）。

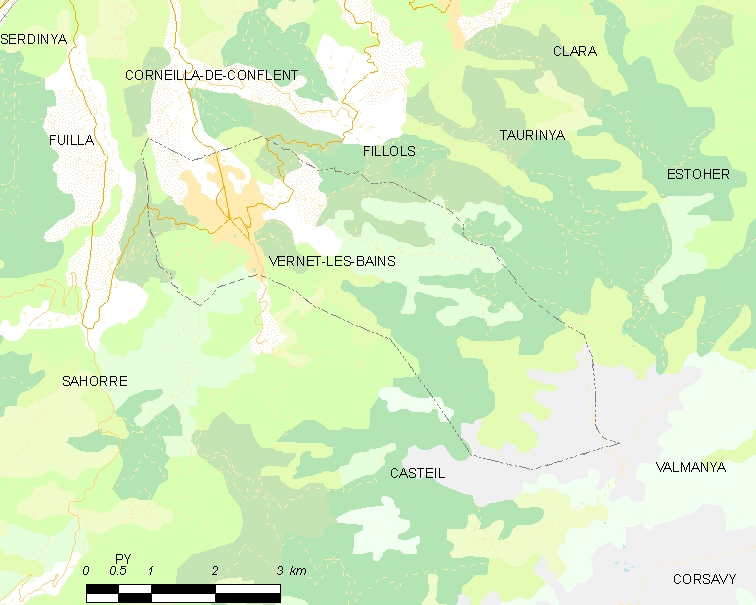
韦尔内莱班的OSM定位图

## 行政
韦尔内莱班的邮政编码为66820，INSEE市镇编码为66222。

## 政治
韦尔内莱班所属的省级选区为勒卡尼古县。

## 人口

1962-2008年间韦尔内莱班人口变化图示

韦尔内莱班于2022年1月1日时的人口数量为1441人。